# Grania laxarta
Grania laxarta is een ringworm uit de familie van de Enchytraeidae. De wetenschappelijke naam van de soort is voor het eerst geldig gepubliceerd in 1999 door Locke & Coates.